# Kibatalia wigmanii
Kibatalia wigmanii là một loài thực vật có hoa trong họ La bố ma. Loài này được (Koord.) Merr. mô tả khoa học đầu tiên năm 1920.